# Это я — Эдичка
«Это я — Эдичка» — первый и наиболее известный роман Эдуарда Лимонова, который принёс ему широкую популярность. Во многом автобиографичен. Написан в 1976 году в Нью-Йорке, с некоторыми сокращениями напечатан в № 3 парижского журнала «Ковчег» (1979) и в том же году вышел в Нью-Йорке (New York, Index Publishers, 1979, [2], 381, [2] стр.).

## Сюжет
Герой романа Эдичка — русский эмигрант третьей волны в Нью-Йорке, брошен женой, живёт на социальное пособие, подрабатывает подсобным рабочим в ресторане, грузчиком, участвует в троцкистских собраниях. В тексте романа используется мат и натуралистические описания откровенных сцен, в том числе гомосексуальных.

## Издательская судьба
Отдельным изданием в СССР «Это я — Эдичка» вышел в 1991 году, в начале августа. Выпустил его литературно-художественный журнал «Глагол», учреждённый А. Шаталовым и С. Надеевым в 1990 году. (Журнал «Глагол», по сути, журналом никогда не был, все книги, им выпущенные, имеют сквозную произвольную нумерацию, но содержат либо одно произведение, либо только произведения одного автора. На это ухищрение издателям пришлось пойти оттого, что в 1990 году частное издательство зарегистрировать было ещё нельзя, а вот периодическое издание — уже можно). Практически одновременно (или немного раньше) «Эдичка» появился в альманахе «Конец века», издаваемом Александром Никишиным.
На обложке книги, выпущенной «Глаголом», заявлен 1990 год, № 2: более полугода российские типографии не соглашались печатать текст, изобилующий ненормативной лексикой, откровенно порнографическими сценами и сценами мужеложества, в те годы ещё уголовно наказуемого. Издание с большим трудом удалось осуществить в Риге, в типографии ЦК компартии Латвии. Первый тираж романа составил 150 тыс. экземпляров. Спустя полгода — второе издание, уже совместно с этой типографией, — 100 тыс. В общей сложности «Глагол» в 1991—1993 гг. издал 600 тыс. экземпляров романа «Это я — Эдичка».
Роман неоднократно издавался на русском языке тиражами в сотни тысяч экземпляров, на французском, английском и других языках. Русские издания 1991 и 1992 годов повторяли в названии пунктуацию англоязычного издания: «Это я, Эдичка».

## Резонанс
Цитаты из романа и ссылки на него широко используются в различных публикациях как компромат на Эдуарда Лимонова, однако сам он отрицал идентификацию себя с главным героем романа (недоступная ссылка) и говорил, что сейчас бы такую книгу не написал, а для 1970-х это было «произведение совершенно из ряда вон выходящее, экстраординарное, полное жизни».
Захар Прилепин считает, что это «гениальная книга о человеческой свободе, любви, страсти… я был просто убит ею». Дмитрий Быков отмечает, что это книга исповедальная и истерическая, хотя «Дневник неудачника» — более важное художественное достижение Лимонова («ещё более стихи… в каких-то вещах откровеннее и тоньше»). Иосиф Бродский, сочинивший рекламный текст для обложки американского издания, в частных разговорах отмечал, что в контексте американской литературы исповедь Лимонова ничего нового не представляет.
Данила Дубшин рассказывает, что изначально Лимонов «пробовал изложить историю Эдички в стихах. Не пошло. Стал излагать прозой. То есть это не совсем уж стихийно написанная книжка, но результат большой работы».